# Rezerwat przyrody Białe Ługi
Rezerwat przyrody Białe Ługi – rezerwat torfowiskowy w gminie Daleszyce, w powiecie kieleckim, w województwie świętokrzyskim. Leży w granicach Cisowsko-Orłowińskiego Parku Krajobrazowego.
- Powierzchnia: 408,75 ha[2] (akt powołujący podawał 408,44 ha)
- Rok utworzenia: 1959
- Numer ewidencyjny WKP: 023
- Charakter rezerwatu: częściowy
- Przedmiot ochrony: kompleks torfowisk śródleśnych z interesującymi zespołami roślinności bagiennej i bogatą awifauną.

Największe na obszarze wyżyn polskich torfowisko wysokie. Strefę centralną wododziałową zajmują torfowiska wysokie i przejściowe, a strefy skrzydłowe, w których formują się odpływające w różne strony rzeki Trupień i Czarna, opanowały niskie torfowiska olesowe. Swoje powstanie zawdzięcza warstwie nieprzepuszczalnych iłów. Około 33% powierzchni rezerwatu zajmuje roślinność torfowiskowa: żurawina błotna, modrzewnica zwyczajna, rosiczka okrągłolistna i inne. Wśród obszarów leśnych na uwagę zasługuje szereg oligotroficznych i eutroficznych zbiorowisk olsów, łęgów, grądów niskich oraz oligotroficznych borów suchych i wilgotnych. Występują tu rzadkie gatunki roślin: rosiczka okrągłolistna, rosiczka długolistna, tajęża jednostronna, wątlik błotny, żurawina, borówka bagienna oraz liczne storczyki i wełnianka, pokrywając torfowisko podczas kwitnienia. Osobliwością rezerwatu jest gniazdujący bocian czarny.